# 올림픽 e스포츠 시리즈
올림픽 e스포츠 시리즈(Olympic Esports Series)는 매년 개최 예정인 올림픽 스타일의 e스포츠 행사로, 국제 올림픽 위원회(IOC)가 운영하는 종합 스포츠 경기 대회와 유사하게 다양한 가상 스포츠와 비디오 게임이 한 장소에 모이는 행사이다.
e스포츠와 경쟁적인 비디오 게임은 전통적으로 스포츠로 간주되지 않았지만, 올림픽 운동은 e스포츠가 2007 실내 아시안 게임에 포함된 2007년부터 관심을 갖기 시작했다. 2017년에는 국제올림픽위원회(IOC)와 e스포츠를 중심으로 올림픽 서밋이 열렸다. 2021년 코로나19 범유행 기간 동안 5개 종목에서 온라인 전용 올림픽 가상 시리즈가 열린 후, IOC는 결국 2022년 11월 올림픽 e스포츠 주간의 일환으로 올림픽 e스포츠 시리즈 창설을 발표했다. 첫 번째 에디션은 2023년 6월에 싱가포르에서 개최되었다.
올림픽 e스포츠 시리즈의 이벤트는 국제 연맹에서 선택한 비디오 게임 타이틀을 선택하므로 전통적인 올림픽 스포츠와 관련이 있다. 즈위프트와 같은 가상 세계에서 이루어지는 실제 스포츠와 그란 투리스모 (시리즈)와 같은 스포츠 기반 비디오 게임이 혼합되어 있다. 올림픽 e스포츠 시리즈에 전통적인 e스포츠 타이틀이 부족하고, 전통 올림픽 스포츠를 대표하는 잘 알려지지 않은 게임이 포함된 점은 비판의 대상이었다.
올림픽 e스포츠 시리즈에서는 올림픽과 달리 메달과 상장이 수여되지 않는다. 각 종목의 상위 3위에게는 메달 대신 금, 은, 동색의 트로피가 수여된다.
올림픽 e스포츠 시리즈는 2027년부터 하계 올림픽과 동계 올림픽 사이에 2년마다 개최되는 '올림픽 e스포츠 게임즈(Olympic Esports Games)'로 대체될 예정이다.